# Laurentic
L'SS Laurentic fu un transatlantico britannico della White Star Line, in servizio dal 1909 al 1914. In seguito, durante la prima guerra mondiale, fu requisito dalla Royal Navy e utilizzato come nave da trasporto e pattugliamento. Affondò il 25 gennaio 1917 al largo dell'Irlanda dopo aver colpito due mine sottomarine, causando 354 morti.

## Servizio

### Traffico civile
Costruito nei cantieri Harland and Wolff di Belfast, inizialmente lo scafo incompleto apparteneva alla Dominion Line ed era battezzato Alberta, ma presto fu acquistato dalla White Star Line e rinominato Laurentic. La nave fu varata nel 1908 e l'anno successivo entrò in servizio per la White Star Line, salpando per la prima volta il 29 aprile 1909 da Liverpool diretto a Québec e Montréal.
Durante i suoi anni di servizio civile, il Laurentic si occupò di collegare il Regno Unito col Canada. Tra tutti i transatlantici impiegati nell'oceano Atlantico settentrionale, il Laurentic si dimostrò tra i più veloci ed economici, potendo completare una traversata tra il Regno Unito e Montréal in soli 13 giorni. Nel 1910 la nave fu coinvolta in un famoso caso di cronaca nera: il medico britannico Hawley Harvey Crippen aveva ucciso la propria moglie ed era fuggito con l'amante verso il Canada a bordo del piroscafo Montrose, ma l'ispettore di polizia Walter Dew si mise al suo inseguimento imbarcandosi proprio sul più veloce Laurentic e precedendo Crippen, che al suo arrivo al porto di Rimouski fu quindi catturato. Nel 1912 il Laurentic partecipò alla ricerca dei sopravvissuti e dei corpi del naufragio del Titanic, ma non trovò nulla durante le sue perlustrazioni.

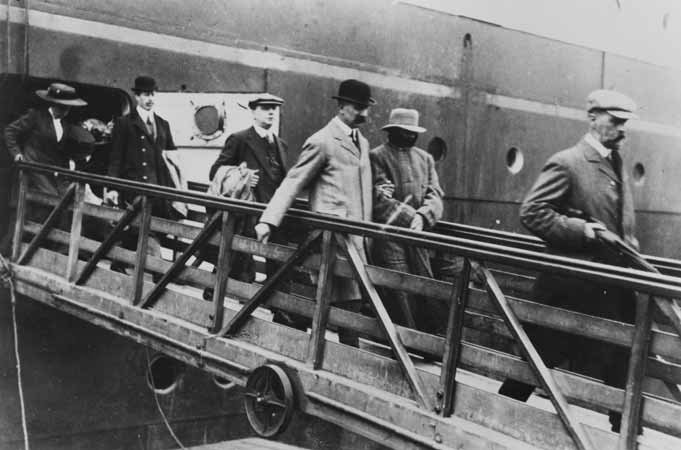
L'ispettore Walter Dew subito dopo aver arrestato Hawley Harvey Crippen a bordo del Montrose dopo averlo raggiunto col Laurentic

### Prima guerra mondiale
Allo scoppio della prima guerra mondiale la nave fu requisita dal governo britannico e adibita al trasporto truppe della Canadian Expeditionary Force inviate sul fronte occidentale. Nell'ottobre 1914 fece parte del convoglio di oltre trenta imbarcazioni che trasportarono assieme più di 30 000 soldati canadesi in Francia.
Nel 1915, data la sua velocità, il Laurentic fu dotato di pesanti armamenti e assegnato al pattugliamento delle acque dell'impero britannico, facendo la spola tra i possedimenti inglesi in Africa e in Asia per intercettare le navi tedesche.

## Affondamento
Nel gennaio 1917 al Laurentic venne assegnato il delicato compito di trasportare 5 000 000 di sterline in lingotti d'oro in Canada per finanziare la produzione di nuove munizioni da impiegare nella Grande Guerra. Salpata da Liverpool il 23 gennaio e circumnavigata l'Irlanda, il 25 gennaio la nave si trovava poco al largo del faro di Fanad, dov'era stata segnalata la presenza di U-Boat nemici. Grazie alla sua velocità era improbabile che il Laurentic potesse essere colpito dai più lenti sottomarini, ma durante il pomeriggio ebbe la sfortuna di capitare in un nugolo di mine sottomarine piantate dai tedeschi nella zona senza che le autorità britanniche se ne fossero rese conto.
Alle 17:55 si verificò una prima esplosione a prua, mentre pochi secondi dopo una seconda mina detonò e squarciò del tutto la sala macchine del Laurentic, guastando immediatamente l'impianto elettrico. La nave prese ad affondare velocemente, e l'evacuazione si svolse nel caos più totale dato il buio in cui il bastimento era piombato. Dei 475 uomini imbarcati allora sul Laurentic, 354 morirono nel conseguente affondamento. Quasi tutte le vittime morirono per ipotermia mentre attendevano l'arrivo dei soccorsi, che in alcuni casi impiegarono quasi un giorno intero per giungere.
Nonostante la tragedia, il governo britannico non era intenzionato a perdere l'ingente somma di denaro che il Laurentic trasportava, e dallo stesso 1917 furono condotte numerose spedizioni subacquee al relitto della nave per tentare di recuperarlo. Per i successivi anni tuttavia esse non ebbero successo: il denaro era celato nelle profondità della stiva del Laurentic, e anche l'uso di esplosivi non permise di accedervi facilmente. Solo nel 1924 parte del carico d'oro della nave venne recuperato; alcuni dei lingotti imbarcati non furono mai ritrovati, e si ritiene siano ancora dispersi sul fondale attorno al relitto della nave o tra i rottami dello scafo stesso.